# ياماسي
ياماسي؛ ياماسيين  هو اتحادًا مُتعدد الأعراق لشعوب أمريكا الأصليين الذين عاشوا في المنطقة الساحلية لشمال جورجيا في الوقت الحالي بالقرب من نهر سافانا، وفي شمال شرق فلوريدا لاحقًا.
انخرطت الياماسي في ثورات وحروب مع مجموعات أصلية أخرى وأوروبيين أثناء إقامتهم في أمريكا الشمالية، وتحديداً من فلوريدا إلى كارولينا الشمالية.
تعتبر الياماسي، جنبًا إلى جنب مع مجموعات الغوال، على أنهم كانوا شعبًا بلغة المسكوكية وبالأدلة اللغوية من قبل العديد من العلماء. بعد هجرة الياماسي إلى كارولينا، بدأوا في المشاركة في تجارة الرقيق الهندي في جنوب شرق أمريكا. داهموا القبائل الأخرى لأخذ أسرى للبيع للمستعمرين الأوروبيين. تم بيع الأسرى من القبائل الأمريكية الأصلية الأخرى كعبيد، مع نقل بعضهم إلى مزارع الهند الغربية. قاتل أعداؤهم، وكانت تجارة الرقيق سببًا كبيرًا لحرب ياماسي.

## التاريخ

### لمحة عامة
عاش الياماسيين في المدن الساحلية في ما هو الآن جنوب شرق جورجيا، فلوريدا (المعروفة لدى الإسبان باسم لا فلوريدا)، وكارولينا الجنوبية. هاجر الياماسيون من لا فلوريدا (فلوريدا الإسبانية) إلى كارولينا الجنوبية في أواخر القرن السادس عشر، حيث أصبحوا ودودين مع المستعمرين الأوروبيين. وانضم اليماسيون إلى أعضاء من قبيلة غوالي، وهي زعامة ثقافة المسيسيبي، وتداخلت ثقافاتهم.

### الاستعمار الأوروبي

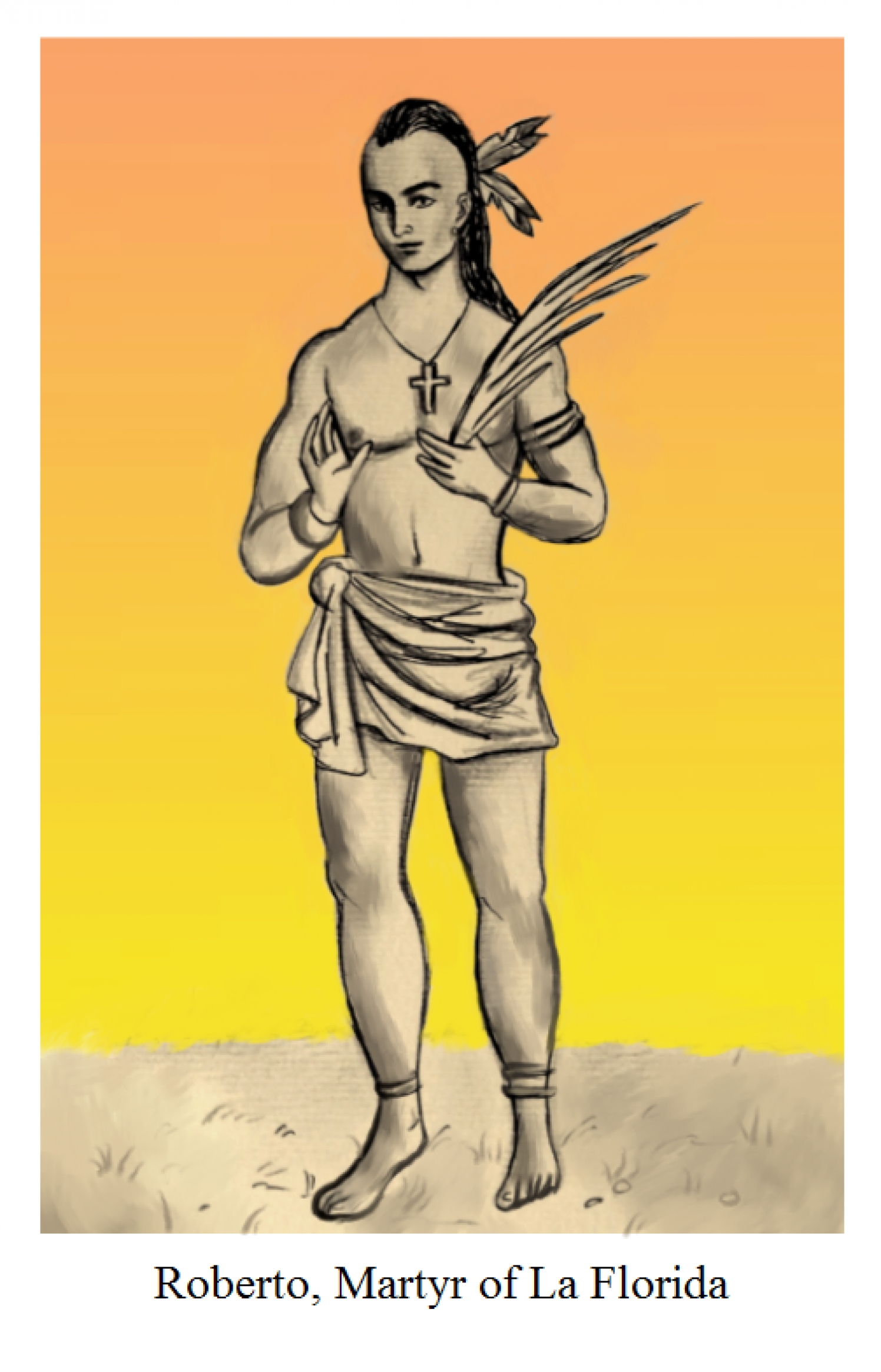
صورة روبيرتو ،شهيد الروم الكاثوليك (ت ١٧٤٠)

سافرت بعثة هرناندو دي سوتو عام 1540 إلى إقليم ياماسي، بما في ذلك قرية التاماها. في عام 1570، أنشأ المستكشفون الإسبان بعثات في إقليم ياماسي، وذكر الياماسي بانتظام في سجلات إحصاء البعثة الإسبانية لمقاطعات غويل (ساحل جورجيا الوسطى) وموكاما (جنوب شرق جورجيا الحالي وشمال شرق فلوريدا). الياماسي عادتاً لا يعتنقوا المسيحية ويبقوا منفصلين بعض الشيء عن الهنود المسيحيين في فلوريدا الإسبانية.
أجبرت هجمات القراصنة للبعثات الإسبانية في عام 1680 عائلة ياماسي على الهجرة مرة أخرى. انتقل البعض منهم إلى ولاية فلوريدا، وعاد آخرون إلى أراضي نهر سافانا، حيث أكثر أمانا بعد تدمير الويستو. 
في عام 1687، حاول الإسبان إرسال الياماسي إلى الهند الغربية كعبيد، لذلك ثارت القبيلة ضد البعثات الإسبانية وحلفائهم الأصلية، وانتقلت القبيلة في المستعمرة البريطانية في مقاطعة كارولينا الجنوبية (وقتنا الحاضر ولاية كارولينا الجنوبية). أقاموا عدة قرى، إحصاء 1715 أجراه جون بارنويل أحصى 1220 ياماسي يعيشون في عشر قرى بالقرب من بورت رويال، كارولينا الجنوبية.
لسنوات، قام المستعمرون اليماسيون والكارولينيون بغارات للعبيد على الهنود المتحالفة مع إسبانيا وهاجموا مدينة القديس أوغسطين في فلوريدا.  في عام 1715، انضم الياماسي إلى حرب القبائل ضد البريطانيين، مما أدى إلى حرب ياماسي، التي استمرت حتى 1717 على الأقل. تحالف العديد من القبائل مع اليماسي. وهَزَم الحاكم البريطاني تشارلز كرافن اليماسي في سالكيشوه على نهر كومباهي، على اثرها تم نقل القبيلة عبر نهر سافانا إلى فلوريدا الإسبانية.
ثم هاجر الياماسي الجنوب إلى المنطقة المحيطة للقديس أوغسطين وبينساكولا، حيث تحالفوا مع الإسبان ضد البريطانيين. في عام 1727، هاجم البريطانيون مستوطنة القبيلة وذبحوا معظمهم. انضم بعض الناجين إلى قبيلة سيمينول وانضم بعضهم إلى شعب هتشيتي واختفت من السجل التاريخي.

## الثقافة
ستيفن وغيره من المؤرخين وصف الياماسي بمثابة خليط متعدد الأعراق، العديد من المجموعات الهندية المتبقية، لا تاما، الأبالاشي، كويتا، كريك، وغيرها. يصف المؤرخ تشيستر ب. ديبراتر مدن ياماسي في ولاية كارولينا الجنوبية في وقت مبكر بأنها تتألف من المدن السفلى، والتي تتألف بشكل رئيسي من الهنود الناطقين بالهيتشي، والمدن العليا، والتي تتكون أساسًا من هنود غوال. 

### الرق
كانت قبائل ياماسي واحدة من أكبر قبائل الإغارة على العبيد في الجنوب الشرقي الأمريكي خلال أواخر القرن السابع عشر، وقد وصفت بأنها «مجتمع استعباد عسكري»، بعد أن حصلت على الأسلحة النارية من المستعمرين الأوروبيين. ويعزى استخدامهم لغارات الرقيق لممارسة الهيمنة على القبائل الأخرى جزئيا إلى تماسك الياماسي مع المستعمرين الأوروبيين من أجل الحفاظ على استقلالهم. كان من المعتاد للأمريكيين الأصليين أن يأخذوا الأسرى أثناء الحرب، وخاصة النساء والأطفال الصغار، على الرغم من أن الياماسي سرعان ما بدأوا في نقل أسراهم إلى كارولينا للبيع في أسواق العبيد. وسرعان ما بدأوا يشنون غارات خصيصا لأخذ الأسرى وبيعهم في كارولينا.

### الدبلوماسية
في عام 1713، رعى المبشرون الأنجليكية في كارولينا الجنوبية رحلة رجل ياماسي (الذي لم يعرف اسمه الفعلي، كما كان يشار إليه عموماً باسم «الأمير» أو «الأمير جورج») من تشارلز تاون إلى لندن. وقد لاحظ المؤرخون أن دافع «الأمير» لزيارة لندن كان شكلاً من أشكال «الدبلوماسية الدينية» من قبل المبشرين لتعزيز الروابط بين الياماسي والمستعمرين البريطانيين. وتمنى المبشرون أنه إذا تحول «الأمير» إلى المسيحية أثناء وجوده في لندن، فإن ذلك سيضمن أن يصبح الياماسي حلفاء ثابتين للمستعمرين البريطانيين. حول الفترة التي سافر فيها «الأمير» إلى لندن، كان الياماسيين غير راغبين إلى حد كبير في أن يتم استيعابهم ثقافيا من قبل الأسبان، واختاروا الحفاظ على اتصالات أقوى مع المستعمرين البريطانيين بدلا من ذلك. عاد «الأمير» إلى تشارلز تاون في عام 1715، حوالي الفترة التي اندلعت فيها حرب ياماسي، وبعد فترة وجيزة من أخذ أسرى عائلته من قبل الغزاة الكارولين وبيعهم في العبودية.

### البحث الأثري
تم إطلاق مشروع ياماسي الأثري في عام 1989 لدراسة مواقع قرية ياماسي في ساوث كارولينا. كان المشروع يأمل في تتبع أصول الناس وجرد القطع الأثرية الخاصة بهم. يقع المشروع على اثني عشر موقعا. تم إدراج بوكوسابو وألتاماها منذ ذلك الحين كمواقع أثرية في السجل الوطني للأماكن التاريخية.

## اللغة
اسم «الياماسي» ربما يأتي من لغات مسكوكية yvmvsē ، بمعنى "tame، quiet"؛ أو ربما من Catawban yį musi ، حرفيًا «الأشخاص القدامى».
يبقى سجل قليل من اللغة الياماسي، يتم حفظه جزئيًا في أعمال التبشيرية دومينغو بايز. قال دييغو بينيا في 1716-1717 أن توسكيجي تحدثت أيضا الياماسي.
هان (1992) يدعي أن الياماسي ترتبط لغات مسكوكية. استند هذا إلى تقرير استعماري مفاده أن جاسوسًا من الياماسي داخل بلدة Hitchiti يستطيع فهم Hitichiti ولم يتم اكتشافه على أنه ياماسي. صرح فرانسيس لو جاو في عام 1711 أن اليماسي هي لغات مسكوكية. في عامي 1716-1717، حصل دييجو بينا على معلومات أظهرت أن ياماسي وهيتشيتي ميكاسوكي يعتبران لغتين منفصلتين.
أدلة غير حاسمة تشير إلى أن لغة الياماسي كانت مشابهة لغالية تستند على ثلاث نقاط:
- تذكر نسخة من إحصاء مهمات ولاية فلوريدا لعام 1681 أن أهل نويسترا سينورا دي لا كانديلاريا دي لا تاما يتحدثون الغالية.
- يذكر موجز لرسالتي عام 1688، أرسلهما حاكم فلوريدا، لسجناء غاليين.
- أطلق على غال اسم Chiluque ، والذي من المحتمل أن يكون مرتبطًا بكلمة Muscogee čiló · kki «الشق الأحمر».[24]

المستندات الإسبانية ليست أصلية وقد يتم تحريرها في تاريخ لاحق. اسم Chiluque هو على الأرجح كلمة استعارية، ويبدو أيضا أنه قد تم استيعابها في لغة تيموكوا. وبالتالي، فإن اتصال الياماسي مع مسكوكية غير معتمد.
تشير وثيقة في الأرشيف الاستعماري البريطاني إلى أن اللغة الياماسي كانت تتحدث أصلاً اللغة شيروكي، وهي لغة إيروكوا، ولكنها تعلمت لغة أخرى.

## الإرث
يُستخدم الياماسي لعنوان الرواية التاريخية وليام جيلمور سيمز (يماسي: رومانسية كارولينا)، والمجلة الأدبية الرسمية لجامعة كارولينا الجنوبية. في الوقت الحالي، قبائل الياماسي غير مُعترف بها في فلوريدا، وقد استخدمت المجموعة السوداء المتطرفة (الأمة النوبية) المرتبطة بدوايت يورك أيضا اسم ياماسي مور الأمريكيين الأصليين لأمة كريك.

## روابط خارجية
- التحف ياماسي الموجودة في حفر ولاية كارولينا الجنوبية